# Anthostoma cubiculare
Anthostoma cubiculare är en svampart som först beskrevs av Elias Fries, och fick sitt nu gällande namn av Nitschke 1867. Anthostoma cubiculare ingår i släktet Anthostoma och familjen Diatrypaceae.   Inga underarter finns listade i Catalogue of Life.
I den svenska databasen Dyntaxa används istället namnet Robergea cubicularis för samma taxon.  Arten är reproducerande i Sverige.